# Габель, Маргарита Орестовна
Маргари́та Оре́стовна Га́бель (13 ноября 1893—1981) — советский литературовед, библиограф, книговед, специалист по истории и поэтике русской литературы и фольклора.

## Биография
Маргарита Габель родилась 13 ноября 1893. Её родители — австрийские поданные, революционеры Орест-Октовиан Мартынович Габель и Августина Станиславовна Синькевич — после ссылки в Иркутскую губернию были поселены в Харькове, где Орест Габель вскоре вошел в правление Харьковской общественной библиотеки. Маргарита воспитывалась вместе со старшими братом Юрием и сёстрами Людмилой, Еленой, Валерией и Марией.
В Харькове М. О. Габель работала библиотекарем и книговедом. В 1921 году вместе с Константином Рубинским разрабатывала десятичную классификацию для педагогической библиотеки. В 1934 году в Харьковской научной библиотеке возглавила инициативную группу по поиску редких книг. В 1940-49 годах заведовала там образованным по её инициативе Отделом редкой и старопечатной книги. Вместе с Ириной Шашковой-Знаменской собрала коллекцию модернистских изданий.
В 1949 году, обвиненная властями в «безродном космополитизме», была уволена из библиотеки.
В 1946—1953 годах в доме М. О. Габель собирался эрудированный и остроумный круг харьковских гуманитариев (Александр Белецкий, Александр Финкель, Исаак Каганов, Генрих Фризман, Марк Черняков, Ирина Шашкова-Знаменская, Галина Васильева, Сергей Дорошенко): читались стихи, обсуждалась литература и политика, «царила атмосфера творчества».
Маргарита Габель была любимой ученицей и близким другом филолога Александра Ивановича Белецкого (1884—1961), профессора (1920) Харьковского университета, автора работ по истории и теории русской литературы.
В 1967 году была оппонентом на защите кандидатской диссертации Леонида Фризмана.
Похоронена на Втором городском кладбище Харькова. В 1998 году её общая, с братом Юрием, могила была разрушена. Позже была восстановлена усилиями общественности.

## Достижения
М. О. Габель является автором статей по истории и поэтике русской литературы XIX века (прежде всего, произведения И. С. Тургенева), составителем библиографических сводок об А. С. Пушкине и Л. Н. Толстом.
Фольклористические работы М. О. Габель сер. 1920-х гг. являются единственным в своем роде образцом перенесения формального литературоведческого анализа (особенности композиции, формы высказывания) на фольклорный материал (былины). Влияние книги А. П. Скафтымова «Поэтика и генезис былин» (1924), также как и литературоведческих этюдов, выполненных под руководством А. И. Белецкого в начале 1920-х, здесь несомненно. Первая статья М. О. Габель «Формы былинного действия» (май 1925 года) написана всего через год с небольшим после «Поэтики» Скафтымова (завершена в декабре 1923 года). М. О. Габель отмечает эту книгу в первых же абзацах. В работах советских фольклористов 1930-50-х годов формальный подход продолжения не получил.